# 马克萨季哈
马克萨季哈（羅馬化：Maksatikha）是俄罗斯特维尔州的市级镇，为该州马克萨季哈区行政中心及规模最大聚居地，也是该区唯一的一座市级镇。地处特维尔州东北部，位于伏尔加河一支流莫洛加河畔，在州府特维尔北方。镇西部设有同名铁路车站，位于博洛戈耶－松科沃线上。附近城市有别热茨克。
该地2022年人口有7,098人；2010年人口8,744；2002年人口9,753；1989年人口10,217。